# Villa Rica (Colombia)
Villa Rica è un comune della Colombia facente parte del dipartimento di Cauca.
Il centro abitato venne fondato da un gruppo di coloni nel 1930, mentre l'istituzione del comune è dell'11 novembre 1998.